# Plantago catharinea
Plantago catharinea är en grobladsväxtart som beskrevs av Joseph Decaisne. Plantago catharinea ingår i släktet kämpar, och familjen grobladsväxter. Inga underarter finns listade i Catalogue of Life.

## Bildgalleri

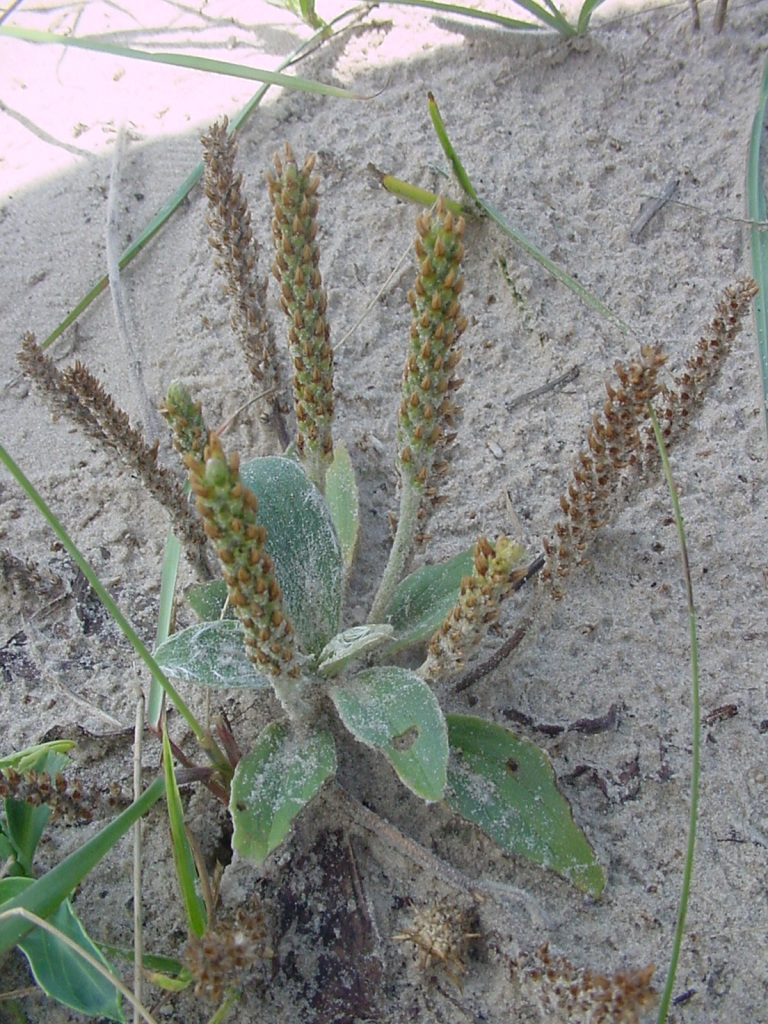